# Marit Allen
Pour les articles homonymes, voir Allen.
Marit Allen, parfois créditée Marit Lieberson, est une journaliste de mode et une créatrice de costumes britannique née le 17 septembre 1941 dans le comté de Cheshire (Angleterre) et morte le 26 novembre 2007 à Sydney (Nouvelle-Galles du Sud).

## Biographie
Marit Allen est la fille d'un hôtelier britannique et d'une mère norvégienne,,.
Après avoir été étudiante à l'Université de Grenoble, elle revient à Londres en 1960. Après quelques petits boulots, elle arrive à entrer comme journaliste au magazine Queen en 1961. En 1964, elle suit la rédactrice en chef Beatrix Miller chez Vogue,,.
En 1965, elle rencontre le producteur Sanford Lieberson (en) et l'épouse. Grâce à lui, elle entre dans le milieu du cinéma et commence à travailler pour des films tels que Le Gentleman de Londres de Jack Smight ou Ne vous retournez pas de Nicolas Roeg,,.

## Filmographie (sélection)
- 1966 : Le Gentleman de Londres (Kaleidoscope) de Jack Smight
- 1973 : Ne vous retournez pas (Don't Look Now) de Nicolas Roeg
- 1973 : Les Décimales du futur (The Final Programme) de Robert Fuest
- 1980 : Enquête sur une passion (Bad Timing) de Nicolas Roeg
- 1983 : Eureka de Nicolas Roeg
- 1984 : The Hit de Stephen Frears
- 1986 : La Petite Boutique des horreurs (Little Shop of Horrors) de Frank Oz
- 1987 : Sur la route de Nairobi (White Mischief) de Michael Radford
- 1988 : Le Plus Escroc des deux (Dirty Rotten Scoundrels) de Frank Oz
- 1989 : Le Dossier Rachel (The Rachel Papers) de Damian Harris
- 1990 : Les Sorcières (The Witches) de Nicolas Roeg
- 1992 : Une lueur dans la nuit (Shining Through) de David Seltzer
- 1993 : Madame Doubtfire (Mrs. Doubtfire) de Chris Columbus
- 1993 : Le Jardin secret (The Secret Garden) d'Agnieszka Holland
- 1999 : Eyes Wide Shut de Stanley Kubrick
- 2003 : Hulk d'Ang Lee
- 2004 : Thunderbirds de Jonathan Frakes
- 2005 : Le Secret de Brokeback Mountain (Brokeback Mountain) d'Ang Lee
- 2006 : Les Fous du roi (All the King's Men) de Steven Zaillian
- 2007 : L'Amour aux temps du choléra (Love in the Time of Cholera) de Mike Newell
- 2007 : La Môme d'Olivier Dahan

## Distinctions

### Récompenses
- César 2008 : César des meilleurs costumes pour La Môme
- BAFTA 2008 : British Academy Film Award des meilleurs costumes pour La Môme

### Nominations
- BAFTA 1989 : British Academy Film Award des meilleurs costumes pour Sur la route de Nairobi
- Oscars 2008 : Oscar de la meilleure création de costumes pour La Môme